# Kanada a 2011-es úszó-világbajnokságon
Kanada a 2011-es úszó-világbajnokságon 86 sportolóval vett részt.

## Érmesek
|     | Nemzet | Arany | Ezüst | Bronz | Összesen |
| 20. | Kanada | 0     | 4     | 3     | 7        |

| Érem      | Név | Verseny       | Versenyszám                   | Dátum      |
| --------- | --- | ------------- | ----------------------------- | ---------- |
| Ezüstérem | Emilie Heymans Jennifer Abel | Műugrás       | Női 3 méteres szinkronugrás   | július 16. |
| Ezüstérem | Ryan Cochrane | Úszás         | Férfi 800 méteres gyorsúszás  | július. 27 |
| Ezüstérem | Brent Hayden | Úszás         | Férfi 100 méteres gyorsúszás  | július 28. |
| Ezüstérem | Ryan Cochrane | Úszás         | Férfi 1500 méteres gyorsúszás | július 31. |
| Bronzérem | Geneviève Bélanger Marie-Pier Boudreau Gagnon Stéphanie Durocher Jo-Annie Fortin Chloé Isaac Stephanie Leclair Tracy Little Elise Marcotte Karine Thomas Valérie Welsh Gabrielle Cardinal (tartalék) Erin Willson (tartalék) | Szinkronúszás | Kombinációs kűr               | július 21. |
| Bronzérem | Jennifer Abel | Műugrás       | Női 3 méteres műugrás         | július 23. |
| Bronzérem | Martha McCabe | Úszás         | Női 200 méteres mellúszás     | július 29. |

## Műugrás
Férfi
| Versenyző              | Esemény                        | Selejtező | Selejtező | Elődöntő          | Elődöntő          | Döntő             | Döntő             |
| Versenyző              | Esemény                        | Pont      | Helyezés  | Pont              | Helyezés          | Pont              | Helyezés          |
| ---------------------- | ------------------------------ | --------- | --------- | ----------------- | ----------------- | ----------------- | ----------------- |
| François Imbeau-Dulac  | Férfi 1 méteres műugrás        | 312.95    | 25        |                   |                   | Nem jutott tovább | Nem jutott tovább |
| François Imbeau-Dulac  | Férfi 3 méteres műugrás        | 376.40    | 29        | Nem jutott tovább | Nem jutott tovább | Nem jutott tovább | Nem jutott tovább |
| Reuben Ross            | Férfi 1 méteres műugrás        | 378.50    | 7 Q       |                   |                   | 401.40            | 6                 |
| Reuben Ross            | Férfi 3 méteres műugrás        | 388.15    | 22        | Nem jutott tovább | Nem jutott tovább | Nem jutott tovább | Nem jutott tovább |
| Eric Sehn              | Férfi 10 méteres toronyugrás   | 419.10    | 15 Q      | 388.15            | 18                | Nem jutott tovább | Nem jutott tovább |
| Riley McCormick        | Férfi 10 méteres toronyugrás   | 434.70    | 11 Q      | 453.30            | 8 Q               | 444.50            | 9                 |
| Kevin Geyson Eric Sehn | Férfi 10 méteres szinkronugrás | 386.22    | 9 Q       |                   |                   | 386.70            | 8                 |

Női
| Versenyző                        | Esemény                      | Selejtező | Selejtező | Elődöntő | Elődöntő | Döntő             | Döntő             |
| Versenyző                        | Esemény                      | Pont      | Helyezés  | Pont     | Helyezés | Pont              | Helyezés          |
| -------------------------------- | ---------------------------- | --------- | --------- | -------- | -------- | ----------------- | ----------------- |
| Emilie Heymans                   | Női 3 méteres műugrás        | 324.20    | 5 Q       | 357.90   | 4 Q      | 270.00            | 12                |
| Jennifer Abel                    | Női 1 méteres műugrás        | 250.95    | 14        |          |          | Nem jutott tovább | Nem jutott tovább |
| Jennifer Abel                    | Női 3 méteres műugrás        | 307.55    | 10 Q      | 359.35   | 2 Q      | 365.10            | Bronzérem         |
| Meaghan Benfeito                 | Női 10 méteres toronyugrás   | 336.90    | 3 Q       | 327.70   | 7 Q      | 375.50            | 4                 |
| Roseline Filion                  | Női 10 méteres toronyugrás   | 324.20    | 6 Q       | 326.15   | 8 Q      | 333.00            | 8                 |
| Emilie Heymans Jennifer Abel     | Női 3 méteres szinkronugrás  | 275.10    | 8 Q       |          |          | 313.50            | Ezüstérem         |
| Meaghan Benfeito Roseline Filion | Női 10 méteres szinkronugrás | 289.65    | 5         |          |          | 303.87            | 7                 |

Sérülés miatt nem vett részt
- Alexandre Despatie – férfi 3 méteres szinkronugrás

## Hosszútávúszás
Férfi
| Versenyző          | Esemény                             | Döntő     | Döntő    |
| Versenyző          | Esemény                             | Idő       | Helyezés |
| ------------------ | ----------------------------------- | --------- | -------- |
| Richard Weinberger | Férfi 5 kilométeres hosszútávúszás  | 56:33.7   | 17       |
| Richard Weinberger | Férfi 5 kilométeres hosszútávúszás  | 1:54:51.3 | 17       |
| Aimeson King       | Férfi 5 kilométeres hosszútávúszás  | 59:09.3   | 31       |
| Aimeson King       | Férfi 10 kilométeres hosszútávúszás | 2:04:00.1 | 49       |
| Xavier Desharnais  | Férfi 25 kilométeres hosszútávúszás | 5:20:44.2 | 15       |
| Simon Tobin        | Férfi 25 kilométeres hosszútávúszás | 5:19:43.1 | 14       |

Női
| Versenyző       | Esemény                           | Döntő     | Döntő    |
| Versenyző       | Esemény                           | Idő       | Helyezés |
| --------------- | --------------------------------- | --------- | -------- |
| Zsofia Balazs   | Női 5 kilométeres hosszútávúszás  | 1:01:39.0 | 26       |
| Zsofia Balazs   | Női 10 kilométeres hosszútávúszás | 2:10:01.7 | 40       |
| Nadine Williams | Női 5 kilométeres hosszútávúszás  | 1:02:06.8 | 29       |
| Nadine Williams | Női 10 kilométeres hosszútávúszás | 2:13:35.5 | 44       |

Csapat
| Versenyző                                    | Esemény               | Döntő     | Döntő    |
| Versenyző                                    | Esemény               | Idő       | Helyezés |
| -------------------------------------------- | --------------------- | --------- | -------- |
| Zsofi Balazs Aimeson King Richard Weingerber | Csapat hosszútávúszás | 1:02:08.7 | 10       |

## Úszás
Férfi
| Versenyző                                                        | Esemény                            | Selejtező | Selejtező | Elődöntő          | Elődöntő          | Döntő               | Döntő               |
| Versenyző                                                        | Esemény                            | Idő       | Helyezés  | Idő               | Helyezés          | Idő                 | Helyezés            |
| ---------------------------------------------------------------- | ---------------------------------- | --------- | --------- | ----------------- | ----------------- | ------------------- | ------------------- |
| Brent Hayden                                                     | Férfi 50 méteres gyorsúszás        | 22.34     | 17        | Nem jutott tovább | Nem jutott tovább | Nem jutott tovább   | Nem jutott tovább   |
| Brent Hayden                                                     | Férfi 100 méteres gyorsúszás       | 48.75     | 11 Q      | 48.30             | 4 Q               | 47.95               | Ezüstérem           |
| Chad Bobrosky                                                    | Férfi 200 méteres gyorsúszás       | 1:49.01   | 27        | Nem jutott tovább | Nem jutott tovább | Nem jutott tovább   | Nem jutott tovább   |
| Ryan Cochrane                                                    | Férfi 400 méteres gyorsúszás       | 3:46.88   | 8 Q       |                   |                   | 3:45.17             | 5                   |
| Ryan Cochrane                                                    | Férfi 800 méteres gyorsúszás       | 7:45.57   | 3 Q       |                   |                   | 7:41.86             | Ezüstérem           |
| Ryan Cochrane                                                    | Férfi 1500 méteres gyorsúszás      | 14:55.86  | 5 Q       |                   |                   | 14:44.46            | Ezüstérem           |
| Charles Francis                                                  | Férfi 50 méteres hátúszás          | 25.43     | 16 Q      | 25.56             | 16                | Nem jutott tovább   | Nem jutott tovább   |
| Charles Francis                                                  | Férfi 100 méteres hátúszás         | 54.68     | 22        | Nem jutott tovább | Nem jutott tovább | Nem jutott tovább   | Nem jutott tovább   |
| Tobias Oriwol                                                    | Férfi 100 méteres hátúszás         | 55.27     | 32        | Nem jutott tovább | Nem jutott tovább | Nem jutott tovább   | Nem jutott tovább   |
| Tobias Oriwol                                                    | Férfi 200 méteres hátúszás         | 1:58.19   | 10 Q      | 1:59.45           | 14                | Nem jutott tovább   | Nem jutott tovább   |
| Matt Hawes                                                       | Férfi 200 méteres hátúszás         | 1:58.84   | 19        | Nem jutott tovább | Nem jutott tovább | Nem jutott tovább   | Nem jutott tovább   |
| Andrew Dickens                                                   | Férfi 50 méteres mellúszás         | 28.19     | 23        | Nem jutott tovább | Nem jutott tovább | Nem jutott tovább   | Nem jutott tovább   |
| Andrew Dickens                                                   | Férfi 100 méteres mellúszás        | 1:01.18   | 18        | Nem jutott tovább | Nem jutott tovább | Nem jutott tovább   | Nem jutott tovább   |
| Andrew Dickens                                                   | Férfi 200 méteres mellúszás        | 2:14.36   | 27        | Nem jutott tovább | Nem jutott tovább | Nem jutott tovább   | Nem jutott tovább   |
| Mike Brown                                                       | Férfi 200 méteres mellúszás        | 2:11.51   | 7 Q       | 2:11.63           | 9                 | Nem jutott tovább   | Nem jutott tovább   |
| Joe Bartoch                                                      | Férfi 50 méteres pillangóúszás     | 24.29     | 26        | Nem jutott tovább | Nem jutott tovább | Nem jutott tovább   | Nem jutott tovább   |
| Joe Bartoch                                                      | Férfi 100 méteres pillangóúszás    | 52.90     | 21        | Nem jutott tovább | Nem jutott tovább | Nem jutott tovább   | Nem jutott tovább   |
| Stefan Hirniak                                                   | Férfi 200 méteres pillangóúszás    | 1:58.72   | 25        | Nem jutott tovább | Nem jutott tovább | Nem jutott tovább   | Nem jutott tovább   |
| Andrew Ford                                                      | Férfi 200 méteres vegyesúszás      | 2:00.92   | 21        | Nem jutott tovább | Nem jutott tovább | Nem jutott tovább   | Nem jutott tovább   |
| Andrew Ford                                                      | Férfi 400 méteres vegyesúszás      | 4:20.87   | 21        |                   |                   | Nem jutott tovább   | Nem jutott tovább   |
| Brent Hayden Dominique Massie-Martel Colin Russell Blake Worsley | Férfi 4 × 100 méteres gyorsváltó   | 3:17.35   | 12        |                   |                   | Nem jutottak tovább | Nem jutottak tovább |
| Chad Bobrosky Colin Russell Blake Worsley Stefan Hirniak         | Férfi 4 × 200 méteres gyorsváltó   | 7:13.73   | 10        |                   |                   | Nem jutottak tovább | Nem jutottak tovább |
| Charles Francis Andrew Dickens Joseph Bartoch Brent Hayden       | Férfi 4 × 100 méteres vegyes váltó | 3:35.36   | 6 Q       |                   |                   | 3:36.80             | 7                   |

Női
| Versenyző                                                                              | Esemény                          | Selejtező        | Selejtező        | Elődöntő          | Elődöntő          | Döntő             | Döntő             |
| Versenyző                                                                              | Esemény                          | Idő              | Helyezés         | Idő               | Helyezés          | Idő               | Helyezés          |
| -------------------------------------------------------------------------------------- | -------------------------------- | ---------------- | ---------------- | ----------------- | ----------------- | ----------------- | ----------------- |
| Chantal Vanlandegham                                                                   | Női 50 méteres gyorsúszás        | 25.05            | 5 Q              | 25.23             | 14                | Nem jutott tovább | Nem jutott tovább |
| Chantal Vanlandegham                                                                   | Női 100 méteres gyorsúszás       | 55.07            | 21               | Nem jutott tovább | Nem jutott tovább | Nem jutott tovább | Nem jutott tovább |
| Victoria Poon                                                                          | Női 50 méteres gyorsúszás        | 25.24            | 14 Q             | 25.26             | 15                | Nem jutott tovább | Nem jutott tovább |
| Victoria Poon                                                                          | Női 100 méteres gyorsúszás       | 54.74            | 13 Q             | 54.82             | 12                | Nem jutott tovább | Nem jutott tovább |
| Julia Wilkinson                                                                        | Női 50 méteres hátúszás          | 28.62            | 12 Q             | 28.10             | 5 Q               | 28.09             | 6                 |
| Julia Wilkinson                                                                        | Női 100 méteres hátúszás         | 1:00.82          | 11 Q             | 1:00.35           | 13                | Nem jutott tovább | Nem jutott tovább |
| Julia Wilkinson                                                                        | Női 200 méteres vegyesúszás      | 2:13.16          | 10 Q             | 2:11.92           | 8 Q               | 2:16.18           | 8                 |
| Samantha Cheverton                                                                     | Női 200 méteres gyorsúszás       | 1:58.83          | 18               | Nem jutott tovább | Nem jutott tovább | Nem jutott tovább | Nem jutott tovább |
| Samantha Cheverton                                                                     | Női 400 méteres gyorsúszás       | 4:09.81          | 16               |                   |                   | Nem jutott tovább | Nem jutott tovább |
| Barbara Jardin                                                                         | Női 200 méteres gyorsúszás       | 1:58.26          | 12 Q             | 1:58.18           | 13                | Nem jutott tovább | Nem jutott tovább |
| Barbara Jardin                                                                         | Női 400 méteres gyorsúszás       | 4:08.81          | 13               |                   |                   | Nem jutott tovább | Nem jutott tovább |
| Savannah King                                                                          | Női 800 méteres gyorsúszás       | 8:41.93          | 18               |                   |                   | Nem jutott tovább | Nem jutott tovább |
| Savannah King                                                                          | Női 1500 méteres gyorsúszás      | 16:35.67         | 20               |                   |                   | Nem jutott tovább | Nem jutott tovább |
| Sinead Russell                                                                         | Női 50 méteres hátúszás          | 28.87            | 17               | Nem jutott tovább | Nem jutott tovább | Nem jutott tovább | Nem jutott tovább |
| Sinead Russell                                                                         | Női 100 méteres hátúszás         | 59.80            | 2 Q              | 59.68             | 5 Q               | 1:00.20           | 8                 |
| Sinead Russell                                                                         | Női 200 méteres hátúszás         | 2:08.92          | 6 Q              | 2:08.80           | 9                 | Nem jutott tovább | Nem jutott tovább |
| Geneviève Cantin                                                                       | Női 200 méteres hátúszás         | 2:11.09          | 16 Q             | 2:12.12           | 16                | Nem jutott tovább | Nem jutott tovább |
| Tianna Rissling                                                                        | Női 100 méteres mellúszás        | 1:09.29          | 21               | Nem jutott tovább | Nem jutott tovább | Nem jutott tovább | Nem jutott tovább |
| Jillian Tyler                                                                          | Női 50 méteres mellúszás         | Nem állt rajthoz | Nem állt rajthoz | Nem állt rajthoz  | Nem állt rajthoz  | Nem állt rajthoz  | Nem állt rajthoz  |
| Jillian Tyler                                                                          | Női 100 méteres mellúszás        | 1:07.67          | 5 Q              | 1:07.28           | 6 Q               | 1:07.64           | 7                 |
| Martha McCabe                                                                          | Női 200 méteres mellúszás        | 2:27.16          | 8 Q              | 2:24.86           | 6 Q               | 2:24.81           | Bronzérem         |
| Annamay Pierse                                                                         | Női 200 méteres mellúszás        | 2:27.14          | 7 Q              | 2:24.73           | 4 Q               | 2:27.00           | 8                 |
| Katerine Savard                                                                        | Női 50 méteres pillangóúszás     | 26.87            | 18               | Nem jutott tovább | Nem jutott tovább | Nem jutott tovább | Nem jutott tovább |
| Katerine Savard                                                                        | Női 100 méteres pillangóúszás    | 58.59            | 12 Q             | 58.07             | 9                 | Nem jutott tovább | Nem jutott tovább |
| Katerine Savard                                                                        | Női 200 méteres pillangóúszás    | 2:09.41          | 17               | Nem jutott tovább | Nem jutott tovább | Nem jutott tovább | Nem jutott tovább |
| Audrey Lacroix                                                                         | Női 100 méteres pillangóúszás    | 59.02            | 20               | Nem jutott tovább | Nem jutott tovább | Nem jutott tovább | Nem jutott tovább |
| Audrey Lacroix                                                                         | Női 200 méteres pillangóúszás    | 2:08.88          | 12 Q             | 2:08.70           | 12                | Nem jutott tovább | Nem jutott tovább |
| Erica Morningstar                                                                      | Női 200 méteres vegyesúszás      | 2:13.71          | 13 Q             | 2:12.67           | 12                | Nem jutott tovább | Nem jutott tovább |
| Stephanie Horner                                                                       | Női 400 méteres vegyesúszás      | 4:44.85          | 17               |                   |                   | Nem jutott tovább | Nem jutott tovább |
| Alexa Komarnycky                                                                       | Női 400 méteres vegyesúszás      | 4:38.82          | 9                |                   |                   | Nem jutott tovább | Nem jutott tovább |
| Victoria Poon Genevieve Saumur Chantal Vanlandegham Julia Wilkinson Erica Morningstar* | Női 4 × 100 méteres gyorsváltó   | 3:38.80          | 6 Q              |                   |                   | 3:38.42           | 6                 |
| Samantha Cheverton Barbara Jardin Brittany MacLean Julia Wilkinson                     | Női 4 × 200 méteres gyorsváltó   | 7:52.05          | 2 Q              |                   |                   | 7:53.62           | 7                 |
| Sinead Russell Jillian Tyler Katerine Savard Julia Wilkinson Chantal Vanlandegham*     | Női 4 × 100 méteres vegyes váltó | 4:00.72          | 7 Q              |                   |                   | DSQ               | DSQ               |

- * Csak a selejtezőkben úsztak

## Szinkronúszás
Női
| Versenyző | Esemény               | Selejtező | Selejtező | Döntő  | Döntő     |
| Versenyző | Esemény               | Pont      | Helyezés  | Pont   | Helyezés  |
| --- | --------------------- | --------- | --------- | ------ | --------- |
| Marie-Pier Boudreau Gagnon | Egyéni rövid program  | 93.600    | 4 Q       | 94.500 | 4         |
| Marie-Pier Boudreau Gagnon | Egyéni szabad program | 94.490    | 4 Q       | 94.910 | 4         |
| Elise Marcotte Marie-Pier Boudreau Gagnon | Páros rövid program   | 93.900    | 4 Q       | 94.100 | 4         |
| Elise Marcotte Marie-Pier Boudreau Gagnon | Páros szabad program  | 94.100    | 4 Q       | 94.950 | 4         |
| Marie-Pier Boudreau Gagnon Jo-Annie Fortin Chloé Isaac Stephanie Leclair Tracy Little Elise Marcotte Karine Thomas Valérie Welsh                                       | Csapat rövid program  | 94.000    | 4 Q       | 94.400 | 4         |
| Stéphanie Durocher Jo-Annie Fortin Chloé Isaac Stephanie Leclair Tracy Little Elise Marcotte Karine Thomas Valérie Welsh                                               | Csapat szabad program | 95.280    | 4 Q       | 95.490 | 4         |
| Geneviève Bélanger Marie-Pier Boudreau Gagnon Stéphanie Durocher Jo-Annie Fortin Chloé Isaac Stephanie Leclair Tracy Little Elise Marcotte Karine Thomas Valérie Welsh | Kombinácioós kűr      | 95.250    | 4 Q       | 96.150 | Bronzérem |

Tartalék
- Gabrielle Cardinal
- Erin Wilson

## Vízilabda

### Férfi
Csapat
- Robin Randall – Csapatkapitány
- Constantine Kudaba
- Omar Touni
- Nicholas Bicari
- Justin Beaconsfield
- Scott Robinson
- John Conway
- Kevin Graham
- Devon Diggle
- Dusko Dakic
- Oliver Vikalo
- Jared McElroy
- Dusan Aleksic

#### C csoport
| Csapat       | M | Gy | D | V | G+ | G– | Gk  | P |
| ------------ | - | -- | - | - | -- | -- | --- | - |
| Horvátország | 3 | 3  | 0 | 0 | 43 | 16 | +27 | 6 |
| Kanada       | 3 | 2  | 0 | 1 | 28 | 25 | +3  | 4 |
| Japán        | 3 | 1  | 0 | 2 | 25 | 40 | –15 | 2 |
| Brazília     | 3 | 0  | 0 | 3 | 25 | 40 | –15 | 0 |

| 2011. július 18. 15:00 | Japán                | 5 – 11      | Kanada   | Sanghaj Nézőszám: 700 Játékvezetők: Williams (NZL), Alexandrescu (ROU) |
| 2011. július 18. 15:00 | (1–3, 2–2, 0–3, 2–3) |             |          | Sanghaj Nézőszám: 700 Játékvezetők: Williams (NZL), Alexandrescu (ROU) |
| 2011. július 18. 15:00 | öt játékos 1         | Jegyzőkönyv | Graham 5 | Sanghaj Nézőszám: 700 Játékvezetők: Williams (NZL), Alexandrescu (ROU) |

| 2011. július 20. 10:50 | Kanada               | 4 – 11      | Horvátország | Sanghaj Nézőszám: 300 Játékvezetők: Borrell (ESP), Williams (NZL) |
| 2011. július 20. 10:50 | (1–3, 3–3, 0–3, 0–2) |             |              | Sanghaj Nézőszám: 300 Játékvezetők: Borrell (ESP), Williams (NZL) |
| 2011. július 20. 10:50 | négy játékos 1       | Jegyzőkönyv | Dobud 4      | Sanghaj Nézőszám: 300 Játékvezetők: Borrell (ESP), Williams (NZL) |

| 2011. július 22. 09:30 | Brazília             | 9 – 13      | Kanada   | Sanghaj Nézőszám: 400 Játékvezetők: Brgulian (MNE), Flahive (AUS) |
| 2011. július 22. 09:30 | (1–2, 1–4, 3–4, 4–3) |             |          | Sanghaj Nézőszám: 400 Játékvezetők: Brgulian (MNE), Flahive (AUS) |
| 2011. július 22. 09:30 | Guimaraes 3          | Jegyzőkönyv | Diggle 5 | Sanghaj Nézőszám: 400 Játékvezetők: Brgulian (MNE), Flahive (AUS) |

#### A negyeddöntőbe jutásért
| 29. mérkőzés 2011. július 24. 16:50 | Kanada               | 4 – 17      | Egyesült Államok | Sanghaj Nézőszám: 800 Játékvezetők: Ciric (SRB), Korzyna (POL) |
| 29. mérkőzés 2011. július 24. 16:50 | (2–5, 0–6, 2–4, 0–2) |             |                  | Sanghaj Nézőszám: 800 Játékvezetők: Ciric (SRB), Korzyna (POL) |
| 29. mérkőzés 2011. július 24. 16:50 | Diggle 2             | Jegyzőkönyv | négy játékos 3   | Sanghaj Nézőszám: 800 Játékvezetők: Ciric (SRB), Korzyna (POL) |

#### A 9–12. helyért
| 33. mérkőzés 2011. július 26. 11:20 | Románia              | 8 – 12      | Kanada | Sanghaj Nézőszám: 350 Játékvezetők: Peris (CRO), Williams (NZL) |
| 33. mérkőzés 2011. július 26. 11:20 | (2–2, 2–4, 3–3, 1–3) |             |        | Sanghaj Nézőszám: 350 Játékvezetők: Peris (CRO), Williams (NZL) |
| 33. mérkőzés 2011. július 26. 11:20 | Radu, Negrean 3      | Jegyzőkönyv | Boyd 4 | Sanghaj Nézőszám: 350 Játékvezetők: Peris (CRO), Williams (NZL) |

#### A 9. helyért
| 40. mérkőzés 2011. július 28. 10:50 | Kanada               | 6 – 8       | Ausztrália | Sanghaj Nézőszám: 300 Játékvezetők: Brgulian (MNE), Ni (CHN) |
| 40. mérkőzés 2011. július 28. 10:50 | (2–0, 1–2, 2–3, 1–3) |             |            | Sanghaj Nézőszám: 300 Játékvezetők: Brgulian (MNE), Ni (CHN) |
| 40. mérkőzés 2011. július 28. 10:50 | Graham 3             | Jegyzőkönyv | Younger 2  | Sanghaj Nézőszám: 300 Játékvezetők: Brgulian (MNE), Ni (CHN) |

### Női
Csapat
- Krystina Alogbo – Csapatkapitány
- Joëlle Békhazi
- Tara Campbell
- Emily Csikos
- Monika Eggens
- Whitney Genoway
- Marissa Janssens
- Katrina Monton
- Dominique Perreault
- Marina Radu
- Rachel Riddell
- Christine Robinson
- Stephanie Valin
- Anna Yelizarova

#### B csoport
| Csapat      | M | Gy | D | V | G+ | G– | Gk  | P |
| ----------- | - | -- | - | - | -- | -- | --- | - |
| Kanada      | 3 | 3  | 0 | 0 | 43 | 17 | +26 | 6 |
| Ausztrália  | 3 | 2  | 0 | 1 | 46 | 16 | +30 | 4 |
| Új-Zéland   | 3 | 1  | 0 | 2 | 27 | 29 | −2  | 2 |
| Üzbegisztán | 3 | 0  | 0 | 3 | 14 | 68 | −54 | 0 |

| 2011. július 17. 12:10 | Ausztrália           | 7 – 10      | Kanada       | Sanghaj Nézőszám: 500 Játékvezetők: Stavridis (GRE), Bock (GER) |
| 2011. július 17. 12:10 | (0–2, 2–3, 2–3, 3–2) |             |              | Sanghaj Nézőszám: 500 Játékvezetők: Stavridis (GRE), Bock (GER) |
| 2011. július 17. 12:10 | Webster 2            | Jegyzőkönyv | öt játékos 2 | Sanghaj Nézőszám: 500 Játékvezetők: Stavridis (GRE), Bock (GER) |

| 2011. július 19. 09:30 | Üzbegisztán          | 6 – 22      | Kanada   | Sanghaj Nézőszám: 450 Játékvezetők: Menendez (CUB), Makita (JPN) |
| 2011. július 19. 09:30 | (2–6, 1–6, 1–7, 2–3) |             |          | Sanghaj Nézőszám: 450 Játékvezetők: Menendez (CUB), Makita (JPN) |
| 2011. július 19. 09:30 | Sarancha 2           | Jegyzőkönyv | Alogbo 5 | Sanghaj Nézőszám: 450 Játékvezetők: Menendez (CUB), Makita (JPN) |

| 2011. július 21. 19:40 | Új-Zéland            | 4 – 11      | Kanada   | Sanghaj Nézőszám: 500 Játékvezetők: Naumov (RUS), Alexandrescu (ROU) |
| 2011. július 21. 19:40 | (2–3, 1–4, 1–2, 0–2) |             |          | Sanghaj Nézőszám: 500 Játékvezetők: Naumov (RUS), Alexandrescu (ROU) |
| 2011. július 21. 19:40 | négy játékos 1       | Jegyzőkönyv | Csikos 4 | Sanghaj Nézőszám: 500 Játékvezetők: Naumov (RUS), Alexandrescu (ROU) |

#### Negyeddöntő
| 36. mérkőzés 2011. július 25. 21:00 | Kanada               | 7 – 9       | Kína         | Sanghaj Nézőszám: 850 Játékvezetők: Stavridis (GRE), Caputi (ITA) |
| 36. mérkőzés 2011. július 25. 21:00 | (2–3, 2–2, 3–3, 0–1) |             |              | Sanghaj Nézőszám: 850 Játékvezetők: Stavridis (GRE), Caputi (ITA) |
| 36. mérkőzés 2011. július 25. 21:00 | Csikos 3             | Jegyzőkönyv | Sun Yating 3 | Sanghaj Nézőszám: 850 Játékvezetők: Stavridis (GRE), Caputi (ITA) |

#### Az 5–8. helyért
| 41. mérkőzés 2011. július 27. 12:10 | Egyesült Államok     | 8 – 4       | Kanada   | Sanghaj Nézőszám: 250 Játékvezetők: Naumov (RUS), Menendez (CUB) |
| 41. mérkőzés 2011. július 27. 12:10 | (2–2, 2–0, 2–1, 2–1) |             |          | Sanghaj Nézőszám: 250 Játékvezetők: Naumov (RUS), Menendez (CUB) |
| 41. mérkőzés 2011. július 27. 12:10 | Petri 2              | Jegyzőkönyv | Csikos 2 | Sanghaj Nézőszám: 250 Játékvezetők: Naumov (RUS), Menendez (CUB) |

#### A 7. helyért
| 45. mérkőzés 2011. július 29. 09:30 | Kanada               | 7 – 8       | Hollandia       | Sanghaj Nézőszám: 200 Játékvezetők: Koryzna (POL), Pinker (RSA) |
| 45. mérkőzés 2011. július 29. 09:30 | (2–0, 1–3, 3–4, 1–1) |             |                 | Sanghaj Nézőszám: 200 Játékvezetők: Koryzna (POL), Pinker (RSA) |
| 45. mérkőzés 2011. július 29. 09:30 | Csikos 3             | Jegyzőkönyv | három játékos 2 | Sanghaj Nézőszám: 200 Játékvezetők: Koryzna (POL), Pinker (RSA) |